# Camptocosa parallela
Camptocosa parallela là một loài nhện trong họ Lycosidae.
Loài này thuộc chi Camptocosa. Camptocosa parallela được Richard C. Banks miêu tả năm 1898.